# 六道口街道
六道口街道，是中华人民共和国辽宁省丹东市元宝区下辖的一个乡镇级行政单位。

## 行政区划
六道口街道下辖以下地区：
天增社区、金水湾社区、永安社区、聚宝社区和丹建社区。